# 意識形態
意識形態（英語：ideology，意為「理念或想像的学說」；也譯作观念形态、思想体系；周德偉譯作意理；中文早期曾經譯作意德沃羅基，屬音譯；林毓生主張音譯意譯合一，譯為意締牢結）有兩種具有本質性區別的涵義：若將意識形態視其為一種無價值偏見的概念，意識形態可視為是想像、期望、價值及假設的總和；若考慮政治的層面，則意識形態是「所有政治運動、利益集團、黨派乃至計畫草案各自固有的願景」的總和。可參見政治意識形態列表。卡爾·馬克思所理解的意識形態是一種不平等的權力關係，是統治階級爲了欺騙和使權力關係具有合法性的產物，目的是為了讓大家扭曲對於現實的認識，馬克思也稱其為上層建築。通常是某些社會的道德價值觀形塑了意識形態的基礎。現代社會的政治意識形態分裂主要體現在左派與右派。意識形態一詞最早由安托万·德斯蒂·德·特拉西於1796年提出。

## 官方意識形態
官方意識形態指由國家機器進行政治宣傳的意識形態，通常和一黨專政的政治意識形態宣傳相關；如中華人民共和國從毛澤東主義的后期到後馬克思主義的官方意識形態變化。

## 政治
當視其為一種無價值偏見（wertfrei）的概念時，意識形態是「所有政治運動、利益集團、黨派乃至計畫草案各自固有的願景」的總和，並通過媒體來轉達意識形態。
哈维尔在《无权者的权力》寫道，意识形态代表正日益成为权力的重要组成部分，权力的核心支柱，为权力的存在制造借口，提供内在凝聚力。意识形态的重要性加强了，越来越远离现实，但却具有了特异而实在的力量。它变成了现实本身。当然，这是个完全自我封闭的现实，在权力内部，这个伪现实在某种程度上比真正的现实还有份量。祭祀仪式的重要性越来越超过藏匿在后面的现实。现象的重要性不再产生于现象自身，而在于它在意识形态概念世界里所据的座標。不是现实决定理论，而是理论决定现实。因此，权力离意识形态更近，离现实更远了。权力从理论中汲取力量，成为理论的附庸。这样难免就导致了一种悖乎常情的结果：不是理论和意识形态为权力服务，而是权力为意识形态服务。就好像意识形态在权力中凌驾权力之上，自己变成了独裁者。最后，看起来是理论、意识形态和仪式来做出影响人民生存的决定，而不是相反。

## 日常社會
每個社會都有意識形態，作為形成「大眾想法」或共識的基礎，而社會中大多數的人通常都看不見它。佔有優勢地位的意識形態以一種「中立」的姿態呈現，而所有其他與這個標準不同的意識形態則常常被視為極端，不論到底真實的情況為何。哲學家福柯就曾經寫過關於意識形態中立性的這種觀念。
努力追求權力的組織會去影響社會中的意識形態，將它變成他們想要的樣子。政治組織（包括政府）與其他團體（比如說在議會外遊說示威通過或不通過議案的團體）試圖透過傳播他們的意見來影響民眾，這也是為何社會中的許多人通常看起來都有「類似的想法」（think alike）。
當社會中絕大部分的人對於某些事情的想法都很類似，甚至忘記了目前的事務可以有其他的選擇，這就變成了哲學家葛蘭西所說的霸權。關於團體迷思這種規模小很多的概念，也有部份要歸功於他的著作。
現代語言學家在研究概念隱喻的機制時，這種「類似的想法」被認為就是透過這種機制傳達出去的。

## 種類
意識形態有很多不同的種類，有政治的、社會的、知識論的、倫理的、價值的等等。（可參見政治光譜）

### 政治意識形態
在社會研究中，政治意識形態是一組用來解釋社會應當如何運作的觀念與原則，並且提供了某些社會秩序的藍圖。政治意識形態大量關注如何劃分權力，以及這些權力應該被運用在哪些目的上。比如說，20世紀中最具有影響力與最被清楚界定的政治意識形態之一就是共產主義，它是以馬克思與恩格斯的學說為其基礎。其他的例子有：無政府主義、資本主義、社群主義、企業自由主義、基督教民主主義、法西斯主義、帝國主義、民族主義、納粹主義、保守主義、自由主義、社會主義、社會民主主義。系統意識形態是指將意識型態當作意識形態來進行研究（而非研究個別的意識形態）。（参见条目資本主義。）
意識形態受歡迎的程度有部份原因是受到道德事業家的影響，他們常常是為了自己的利益而行動。政治意識形態是指提出某種政治與文化計畫作為參考的社會運動、機構、階級或大團體，他們的整體觀念、原則、教條、迷思或符號。它也可以是通常用來界定某個政黨及其政策的一整個政治思想結構。
卡爾·馬克思所理解的意識形態是一幢爲了欺騙和使權力關係具有合法性的建築，馬克思也稱其為上層建築。在日常用語裡，意識形態同時也是一個由理念、想像、價值判斷與概念組成的系統，也可看作是世界觀的同義詞。

## 概念理解

### 愛德華·席爾斯觀點
意識形態是對人、社會及人和社會有關的宇宙的認知與道德信念的通盤形態。它與「看法」、「教義」與「思想系統」不同。不過，這些不同往往是程度的不同。
意識形態的特色是：它對與它有關的各種事務都有高度而明顯的「系統性」意見（此處「系統性」並不蘊涵「正確性」）；它往往要把系統中的其它成分整合於一個或幾個顯著地價值（如：平等、解放、種族純粹性等）之下。因此，它往往是一個封閉系統，對外界不同意見採排斥態度。從內部來看，它一方面拒絕自我革新，另一方面，要求追隨者絕對服從，並使追隨者覺得絕對服從是具有道德情操的表現。
意識形態的形成與傳播則要靠「魅力」（charismatic）型的人物的出現與領導。

### 马克思主义观点
馬克思提出一“下層建築/上層建筑”（base/superstructure）社會模型。基礎指社會的生產方式，上層建筑在經濟基礎之上形成，並組成社會的意識形態，或如它的法律體系、政治體系和宗教。對馬克思來說，下層建築為經濟基礎決定著上層建築，因為統治階級控制著社會的生產關係，社會的上層建築便取決於如何是對統治階級最為有利的。因此一個社會的意識形態便有巨大的重要性，因為它混淆着從本質疏離的（alienated）群體和可產生錯誤意識（false consciousness），例如商品崇拜（commodity fetishism）。馬克思主義的批評者認為其予經濟因素對於社會的影響以太大的重要性。
社會中主要階級的意識形態被提出予社會的所有成員，使統治階級的利益顯得就像是所有人的利益。盧卡奇形容此為統治階級的階級意識的投影（projection of the class consciousness），而葛蘭西則推進文化霸權理論來解釋何以工人階級中的人們對自己的利益可有錯誤概念。
資本主義中意識形態的主要形式（依時間前後排列）有：
1. 古典自由主義
2. 社會民主主義
3. 新自由主義

而它們相應於資本主義的不同發展階段：
1. 廣泛階段（extensive stage）
2. 密集階段（intensive stage）
3. 當代資本主義（contemporary capitalism）

馬克思主義者對意識形態作為社會再造工具的看法，是很多理論和理論家的重要的試金石，如知識社會學理論家曼海姆、丹尼尔·贝尔和哈伯瑪斯等。然而，曼海姆嘗試把“完整”但“獨特”的馬克思主義者的意識形態的概念進至一“普遍”而“完整”的概念，承認所有從社會生活而來的意識形態（包括马克思主義）。布迪厄廣泛地發展了這個觀念。

### 后现代思想家所理解的意識形態
意識形態是一種似是而非的解釋世界的方式。它賦予人以認同、尊嚴和道德的幻象，而使人們與現實的實質輕易地脫離。作為一種“超個人”的與客觀的武器庫（馬克思語），意識形態讓人們欺騙自己的良知，掩蓋他們的真實境況和不光彩的動機，自欺欺人。意識形態很講求實用，但有時則冠冕堂皇地為上上下下正名與開脫。它既面對芸芸眾生也面對在天之神。它是一層面紗，用來掩飾自己的失落的境遇，卑瑣和安於現狀的心態。它是人人都能用的藉口。小商販們用對全世界無產者大聯合的熱情來掩飾他對失業的恐懼；官僚們用為工人階級服務的詞藻來掩飾對權力的貪欲。意識形態開脫和障眼術的根本功效是向後極權社會內的支柱和受害者們提供假象，讓人們相信制度是與人類和宇宙的法則諧調一致的。
意識形態在社會和個人之間建立了一座橋樑來開脫和提供藉口，跨越社會制度與生存的目的之間的鴻溝。它假設制度的需要是產生於生存需要的，是一個用來代替真實世界的表象世界。極權通過訊息封鎖和宣傳壟斷，使其控制範圍內的大多數的人們生活在被意識形態所包裹的虛假的生活之中。
意識形態具有自然的背離現實的傾向，製造假象，變成祭祀的儀式。在權力競爭公開化的社會中，政黨藉由媒體宣傳操縱選民意志，讓民眾產生可以控制意識形態繼而控制權力。在這樣的社會裡，權力的運作方式藉由隱秘的心理操縱的方式達到目的，使得民眾認為總會有辦法來糾正意識形態用假象代替現實的傾向，但是會讓民眾陷入某種事實上的無政府狀態。但極權社會（例如前蘇聯社會）沒有這種糾偏的辦法，無法阻止意識形態脫離現實的趨勢。這樣就逐漸導致了後極權社會裡的現狀：一個充滿假象的世界，只有祭祀的典儀，只存在一種形式主義的、與現實脫節的語言，一種祭祀的、假裝和偽造現實的語言。
孫中山認為意識形態，也就是「主義」。是一種「思想」、「信仰」、「力量」。它是由於人類研究一個道理，透過觀察(科學方法)或者判斷(哲學方法)，而產生了思想。由思想而產生對其信仰，加以實現就成為了力量。
对意识形态的定义中，意识形态具有以下几点特征：现实性意识形态是一种抽象的理论，但并不是纯粹空洞的东西。它有指向性，总是指向现实。无论是占统治地位的政治思想，还是居非统治地位的思想、学说，要么是为了维护现存的政治制度，要么是为了批判现存的政治制度。
1. 总体性意识形态是由各种具体的意识形成的政治思想、法律思想、经济思想、社会思想、教育、艺术、伦理、道德、宗教、哲学等构成的有机的思想体系。
2. 阶级性意识形态具有鲜明的阶级功能。不同的社会集团和阶级由于其利益的差异而有不同的意识形态，而不同的意识形态在社会中所处的地位，它是由其所代表的阶级的地位决定的。
3. 相对独立性意识形态虽为社会存在所决定，但它有自身特有的发展规律，它是相对独立的。
4. 依赖性意识形态不是人脑中固有的，也不是从天上掉下的，归根结底来源于社会存在。

## 出現原因
人類學家克利弗德·紀爾茲指出，當一個社會產生了社會與政治危機，加上因迷失方向而產生了文化危機的時候，那是最需要意識形態的時候。

### 引用
1. ↑  罗森塔尔; 尤金 (编). . 北京: 生活·读书·新知三联书店. 1973: 第321页. CSBN 2202·219.
2. ↑  馮·米塞斯，1997年12月16日（初版二刷），《人的行為》，第33頁，譯者：夏道平，出版社：遠流出版
3. ↑  J.S.Reshetar，2009年12月，《怎樣研究蘇俄》，第24頁，譯者：殷海光，出版社：國立臺灣大學出版中心
4. ↑  林毓生，1998年6月1日，《熱烈與冷靜》，第107頁，出版社：上海文藝出版社
5. ↑  Anton Pelinka: Grundzüge der Politikwissenschaft. UTB 2004. ISBN 978-3-8252-2613-8. p.176
6. ↑  關中. . 台灣: 臺灣商務印書館. 2005  [2020-10-10]. ISBN 9570519967. （原始内容存档于2020-08-07）.:p.1
7. ↑   (PDF).   [2013-12-21]. （原始内容 (PDF)存档于2013-06-12）.
8. ↑  Vincent, Andrew. . John Wiley & Sons. 2009: 1  [7 May 2020]. ISBN 978-1-4443-1105-1. （原始内容存档于3 August 2020） （英语）.
9. ↑  Frank Burton; Pat Carlen. . Routledge. 14 October 2013: 45–  [2013-12-16]. ISBN 978-1-135-07925-3. （原始内容存档于2014-01-07）.
10. ↑  Kalpana Misra. . Routledge. 21 August 2013  [2013-12-16]. ISBN 978-1-136-78401-9. （原始内容存档于2014-01-07）.
11. ↑  .   [2011-03-09]. （原始内容存档于2010-12-05）.
12. ↑  Shils,E. 1982, The Constitution of Society. pp.202-223. Chicago: The University of Chincago Press
13. ↑  林毓生，1998年6月1日，《熱烈與冷靜》，第108頁，出版社：上海文藝出版社
14. ↑  「普通研究古時的事，所用的方法是讀圖書看歷史。歷史是用文字記載來的，所以人類文化，是有了文字之後才有歷史。有文字的歷史，在中國至今不過五六千年，在埃及不過一萬多年。世界上考究萬事萬物，在中國是專靠讀書，在外國人卻不是專靠讀書。外國人在小學中學之內，是專靠讀書的，進了大學便不專靠讀書，要靠實地去考察。不專看書本的歷史，要去看石頭看禽獸和各地方野蠻人的情狀，便可推知我們祖宗是一個什麼樣的社會。比方觀察非洲和南洋群島的野蠻人，便可知道從前沒有開化的人是一個什麼情形。所以近來大科學家考察萬事萬物，不是專靠書，他們所出的書，不過是由考察的心得，貢獻到人類的記錄罷了。他們考察的方法有兩種：一種是用觀察，即科學；一種是用判斷，即哲學。人類進化的道理，都是由此兩學問得來的。...」，孫中山：三民主義，民權主義第一講
15. ↑  「...什麼是主義呢？ 主義就是一種思想，一種信仰，和一種力量。大凡人類對於一件事，研究當中的道理，最先發生思想：思想貫通了以後，便起信仰；有了信仰，就生出力量。所以主義是先由思想再到信仰，次由信仰生出力量，然後完全成立。...」，孫中山：三民主義，民族主義第一講
16. ↑  Geertz,C. 1973.《文化的詮釋》(The Interpretations of Cultures). pp.193-233. New York. Basic Books 2000 paperback: ISBN 978-0-465-09719-7中譯本：1.韓莉譯，南京：譯林出版社，1999；2.納日碧力戈等譯、王銘銘校，上海，上海人民出版社，1999

## 外部連結
- （英文）阿爾都塞：《列宁与哲学——意識形態與意識形態國家機器》 （页面存档备份，存于）
- （中文）哈维尔文集
- The Pervert's Guide to Ideology: How Ideology Seduces Us—and How We Can (Try to) Escape It （页面存档备份，存于）
- Ideology Study Guide （页面存档备份，存于）
- Louis Althusser's "Ideology and Ideological State Apparatuses" （页面存档备份，存于）
- Ideology and Symbolic Power: Between Althusser and Bourdieu （页面存档备份，存于）